# Julia Antipova
Julia Antipova (née le 14 juillet 1966 à Léningrad) est une lugeuse soviétique puis russe. Elle a été active durant la fin des années 1980 et le début des années 1990. Vice-championne du monde en 1990, elle a remporté aussi deux fois le classement général de la Coupe du monde en 1988 et 1990

## Palmarès

### Jeux olympiques d'hiver
- Cinquième place en simple aux JO de Calgary 1988[1]

### Championnats du monde
- Médaille d'argent en simple à Calgary en 1990
- Médaille de bronze par équipes à Winterberg en 1989
- Médaille de bronze par équipes à Calgary en 1990

### Coupe du monde de luge
- 2 gros globe de cristal en individuel : 1988 et 1990.
- 15 podiums individuels : 
  - en simple : 4 victoires, 5 deuxièmes places et 6 troisièmes places.

| Date             | Lieu     | Pays         |
| ---------------- | -------- | ------------ |
| 13 décembre 1987 | Sarajevo | Yougolslavie |
| 20 décembre 1987 | Igls     | Autriche     |
| 18 décembre 1988 | Igls     | Autriche     |
| 23 décembre 1989 | Sigulda  | URSS         |